# 八幡屋
八幡屋（やはたや）は、大阪府大阪市港区にある町名。現行行政地名は八幡屋一丁目から八幡屋四丁目。

## 地理
港区の南西部に位置し、東に池島、西に港晴、北に田中と接している。

### 河川
- 三十間堀川
- 天保山運河

## 世帯数と人口
2019年（平成31年）3月31日現在の世帯数と人口は以下の通りである。
| 丁目         | 世帯数    | 人口    |
| ------------ | --------- | ------- |
| 八幡屋一丁目 | 612世帯   | 936人   |
| 八幡屋二丁目 | 812世帯   | 1,483人 |
| 八幡屋三丁目 | 1,114世帯 | 2,104人 |
| 八幡屋四丁目 | 562世帯   | 940人   |
| 計           | 3,100世帯 | 5,463人 |

### 人口の変遷
国勢調査による人口の推移。
| 1995年（平成7年）  | 7,863人 | [ 5 ] |  |
| 2000年（平成12年） | 7,164人 | [ 6 ] |  |
| 2005年（平成17年） | 6,518人 | [ 7 ] |  |
| 2010年（平成22年） | 6,212人 | [ 8 ] |  |
| 2015年（平成27年） | 5,714人 | [ 9 ] |  |

### 世帯数の変遷
国勢調査による世帯数の推移。
| 1995年（平成7年）  | 3,069世帯 | [ 5 ] |  |
| 2000年（平成12年） | 2,941世帯 | [ 6 ] |  |
| 2005年（平成17年） | 2,816世帯 | [ 7 ] |  |
| 2010年（平成22年） | 2,832世帯 | [ 8 ] |  |
| 2015年（平成27年） | 2,800世帯 | [ 9 ] |  |

## 事業所
2016年（平成28年）現在の経済センサス調査による事業所数と従業員数は以下の通りである。
| 丁目         | 事業所数  | 従業員数 |
| ------------ | --------- | -------- |
| 八幡屋一丁目 | 90事業所  | 425人    |
| 八幡屋二丁目 | 100事業所 | 395人    |
| 八幡屋三丁目 | 44事業所  | 309人    |
| 八幡屋四丁目 | 22事業所  | 306人    |
| 計           | 256事業所 | 1,435人  |

## 交通
- 国道172号

## 施設
- 大阪市立八幡屋小学校
- 港入舟郵便局
- 港八幡屋郵便局
- 大阪信用金庫 港支店

なお、八幡屋公園の所在地は八幡屋雲井町・八幡屋松ノ町・八幡屋元町・西田中町にまたがっていたが、1968年の現行住居表示実施の際に田中三丁目に改編されている。

## その他

### 日本郵便
- 〒552-0014[3]（集配局：大阪港郵便局[11]）